# Petri Kontiola
Petri Kontiola (ur. 4 października 1984 w Seinäjoki) – fiński hokeista, reprezentant Finlandii, dwukrotny olimpijczyk.

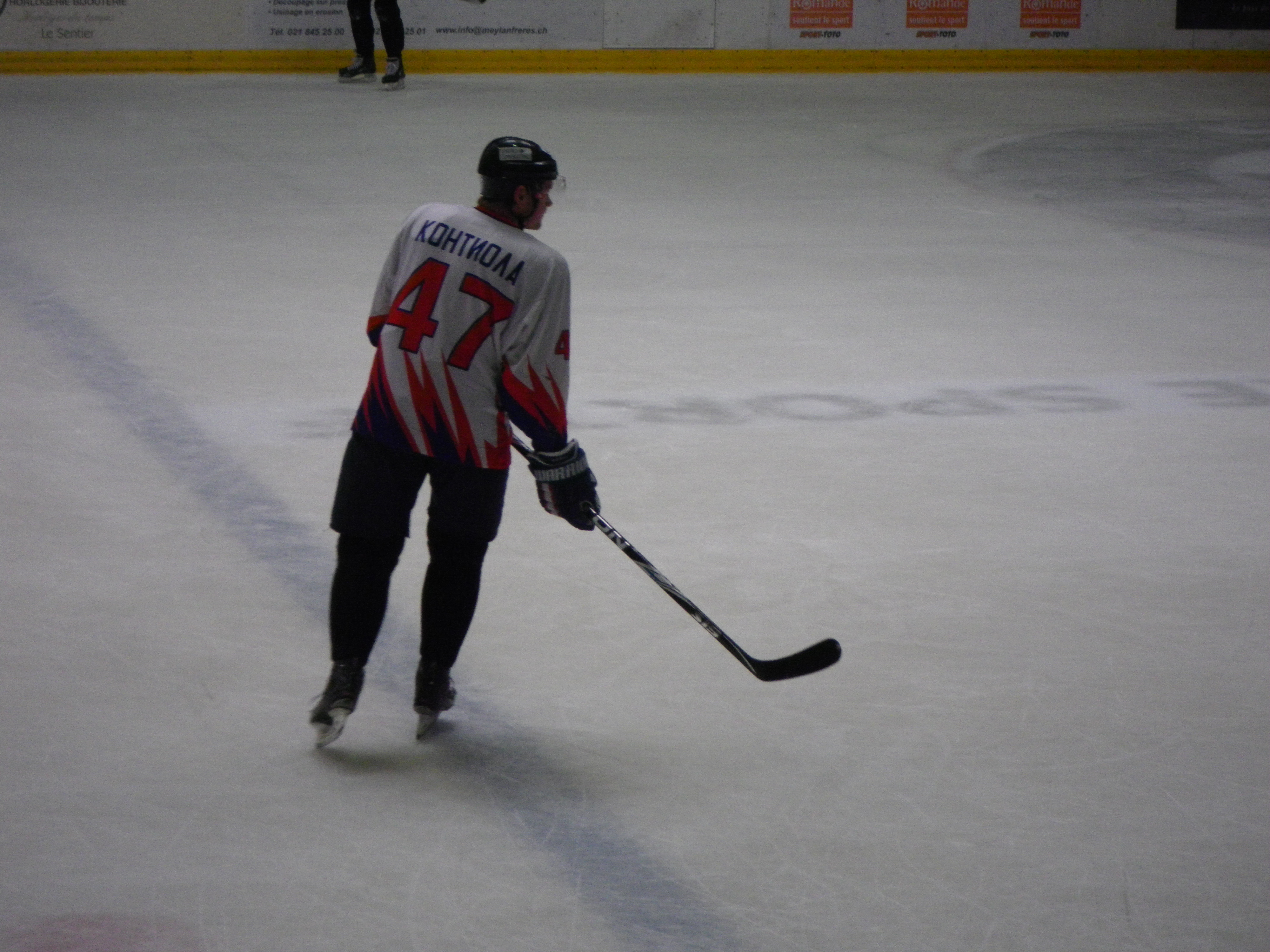
Petri Kontiola w barwach Mietałłurga Magnitogorsk (2010)

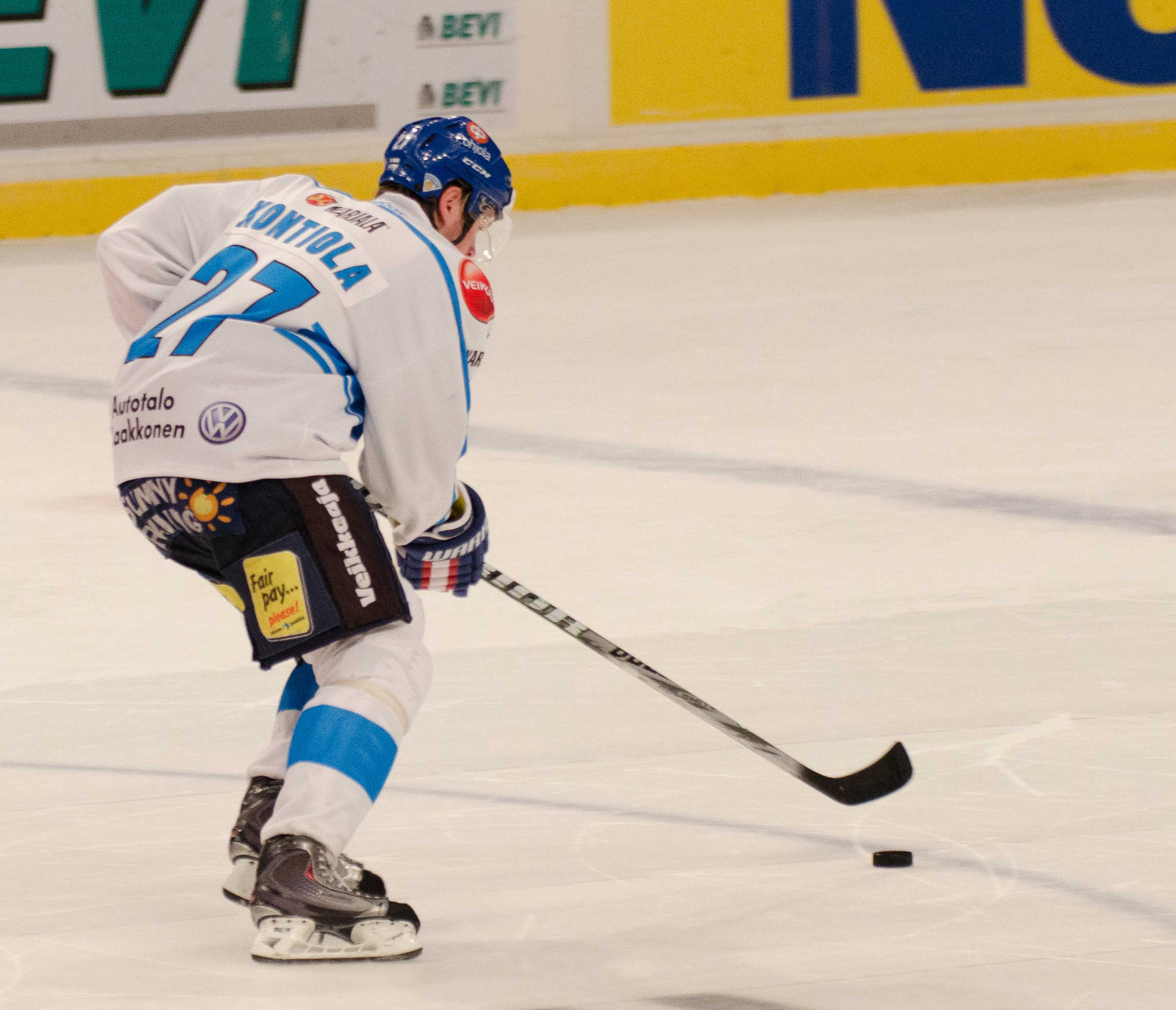
Petri Kontiola w barwach reprezentacji Finlandii (2011)

## Kariera
- S-Kiekko (1999-2000)
- Tappara U18 (2001-2002)
- Tappara U20 (2002-2004)
- Suomi U20 (2002-2004)
- Tappara (2003-2007)
- Chicago Blackhawks (2007-2009)
  -  Rockford IceHogs (2007-2009)
  -  Iowa Chops (2009)
- Mietałłurg Magnitogorsk (2009-2011)
- Traktor Czelabińsk (2011-2014)
- Toronto Maple Leafs (2014)
- Toronto Marlies (2014)
- Łokomotiw Jarosław (2014-2019)
- Jokerit (2019-2020)
- HPK (2020-2021)
- Ilves (2021-2023)
- Tappara (2023-)

Wychowanek klubu S-Kiekko. Karierę rozwijał w klubie Tappara, w barwach którego przez kilka lat grał w rodzimych fińskich rozgrywkach SM-liiga. W drafcie NHL z 2004 został wybrany przez Chicago Blackhawks. W USA przebywał przez dwa lata od 2007, w tym czasie wystąpił w 12 meczach w lidze NHL, poza tym występował regularnie w zespołach farmerskich w lidze AHL. Po powrocie do Europy w latach 2009-2011 przez dwa sezony grał w barwach Mietałłurga Magnitogorsk w rosyjskiej lidze KHL. Od maja 2011 zawodnik innego klubu w tej lidza, Traktora Czelabińsk. W kwietniu 2013 przedłużył kontrakt z klubem o dwa lata. Od lipca 2014 zawodnik Toronto Maple Leafs. Sezon 2014/2015 rozpoczął jednak w klubie farmerskim Toronto Marlies w lidze AHL, w którym w jedenastu meczach nie zdobył żadnego punktu. Pod koniec listopada 2014 prawa zawodnicze Kontioli w ramach KHL nabył od Traktora klub Łokomotiw Jarosław. Od końca listopada 2014 zawodnik Łokomotiwu Jarosław, związany dwuletnim kontraktem. Przedłużał kontrakt z klubem o rok w kwietniu 2016, w marcu 2017, w maju 2018. W maju 2019 przeszedł do fińskiego Jokeritu, także występującego w KHL. W sierpniu 2020 został zawodnikiem HPK. W maju 2021 dołączył do drużyny Ilves. Po sezonie 2022/2023 zakończył karierę. W październiku 2023 ogłoszono podpisanie przez niego kontaktu z macierzystym klubem Tappara na czas do końca sezonu 2023/2024.
Uczestniczył w turniejach mistrzostw świata edycji 2007, 2010, 2012, 2013, 2014, 2015, 2021 oraz zimowych igrzysk olimpijskich 2014.
Stworzył zgrany duet z Juhamattim Aaltonenem (w przeszłości grali wspólnie przez w Magnitogorsku, zostali także partnerami w reprezentacji Finlandii).

## Sukcesy
Reprezentacyjne
- Brązowy medal mistrzostw świata juniorów do lat 20: 2004
- Srebrny medal mistrzostw świata: 2007, 2014, 2021
- Brązowy medal zimowych igrzysk olimpijskich: 2014

Klubowe
- Puchar Kontynentu: 2012 z Traktorem Czelabińsk
- Brązowy medal mistrzostw Rosji: 2012 z Traktorem Czelabińsk, 2017 z Łokomotiwem Jarosław
- Srebrny medal mistrzostw Rosji: 2013 z Traktorem Czelabińsk

Indywidualne
- SM-liiga (2005/2006):
  - Pierwsze miejsce w klasyfikacji asystentów
- AHL (2008/2009):
  - AHL All-Star Game
- KHL (2010/2011):
  - Mecz Gwiazd KHL (wybrany, nie wystąpił)
- KHL (2012/2013):
  - Drugie miejsce w klasyfikacji strzelców w fazie play-off: 10 goli
  - Drugie miejsce w klasyfikacji kanadyjskiej w fazie play-off: 19 punktów
  - Pierwsze miejsce w klasyfikacji strzelców zwycięskich goli w fazie play-off: 3 gole
- Mistrzostwa Świata w Hokeju na Lodzie 2013/Elita:
  - Drugie miejsce w klasyfikacji strzelców turnieju: 8 goli
  - Drugie miejsce w klasyfikacji asystentów turnieju: 8 asyst
  - Pierwsze miejsce w klasyfikacji kanadyjskiej turnieju: 16 punktów
  - Jeden trzech najlepszych zawodników reprezentacji[19]
  - Najlepszy napastnik turnieju[20]
  - Skład gwiazd turnieju[21]
- Karjala Cup 2013:
  - Najlepszy napastnik turnieju
  - Skład gwiazd turnieju
- Oddset Hockey Games 2014:
  - Skład gwiazd turnieju
- Mistrzostwa Świata w Hokeju na Lodzie 2021 (elita):
  - Trzecie miejsce w klasyfikacji skuteczności wygrywanych wznowień w turnieju: 63,83%[22]
- Liiga (2020/2021)[23]:
  - Pierwsze miejsce w klasyfikacji asystentów w sezonie zasadniczym: 41 asyst
  - Pierwsze miejsce w klasyfikacji kanadyjskiej w sezonie zasadniczym: 55 punktów (trofeum Veliego-Pekki Ketoli)[24]
  - Kultainen kypärä (Złoty Kask) – najlepszy zawodnik całego sezonu (w głosowaniu graczy ligi)[25]
  - Skład gwiazd sezonu[26]